# Bistum Cametá
Das Bistum Cametá (lat.: Dioecesis Cametanensis) ist eine in Brasilien gelegene römisch-katholische Diözese mit Sitz in Cametá im Bundesstaat Pará.

## Geschichte
Die Territorialprälatur Cametá wurde am 29. November 1952 durch Papst Pius XII. mit der Päpstlichen Bulle Providentissimi consilium aus Gebietsabtretungen des Erzbistums Belém do Pará errichtet und diesem als Suffragan unterstellt.
Am 6. Februar 2013 erhob Papst Benedikt XVI. die Territorialprälatur zum Bistum. Der bisherige Prälat Jesús María Cizaurre Berdonces wurde gleichzeitig erster Diözesanbischof.

## Ordinarien

### Prälaten von Cametá
- Cornélio Veerman CM, 1961–1969
- José Elias Chaves Júnior CM, 1980–1999
- Jesús María Cizaurre Berdonces OAR, 2000–2013

### Bischöfe von Cametá
- Jesús María Cizaurre Berdonces OAR, 2013–2016, dann Bischof von Bragança do Pará
- José Altevir da Silva CSSp, 2017–2022, dann Prälat von Tefé
- Ivanildo Oliveira Almeida, seit 2023